# 許秀英
許秀英是台灣的森林學者，在國立宜蘭大學森林暨自然資源學系任教。

## 學歷
1991年畢業於中興大學森林研究所，師從森林系羅紹麟老師，論文題目為目標規劃應用於大埔事業區多目標土地使用規劃之研究。

## 現職
國立宜蘭大學森林暨自然資源學系講師，專長領域包含作業研究、森林經營。

## 授教課目
森林經營學、決策科學、測量學、自然資源與環境經濟學、經濟學、林業經濟學、作業研究、資料處理、現代森林經營技術、森林與自然資源經營、森林學概論。

## 研究計畫
1. 羅東自然教育中心戶外教學課程學習成效評估[3]。
2. 森林保育處林區經營管理成效調查[4][5][6]。
3. 台灣森林型濕地資源調查先導計畫(2/2)[7]。
4. 宜蘭縣自然生態資源研究前期計畫[8]。

## 研究報告
- 2019 唐雅茜、邱士芸、沈慶瑜、許秀英,網美秘境的崛起對遊客及社區的影響—以賊仔澳玻璃海灘為例,宜蘭大學生物資源學刊, (17)145-168[2]
- 2017 戴梵宸、黃謹毅、許秀英,環境教案設計應用於國小高年級環境教育成效之研究,106年森林資源永續發展研討會[2]
- 2014 許秀英、廖梓容、呂冠燁、李陳霓,環境解說對遊客的環境知識與環境態度之影響-以雙連埤為例,中華林學會,2014/10/23-2014/10/24[2]
- 2013 許秀英、鄭明惠、謝志昱、邱惠珊、羅雲軒,遊客對無痕山林之準則知識與環境態度之研究--以林美步道與涼山瀑布為例,中華林學會,2013/10/24-2013/10/25[2]
- 2013 許秀英、楊媞雲、黃嘉鈺、曹雁庭、陳奕宏、張芷瑋,解說牌解說效果之研究-以大礁溪實驗林場為例,中華林學會年會,2013/10/24-2013/10/25[2]
- 2011 許秀英 陳俞璇 簡詩綺 汪致勳,2011,濕地遊憩效益之評估-以望龍埤為例 ,建國百年森林資源永續經營研討會-中華林學會,2011/10/22-2011/10/23[2]
- 2011 許秀英 何其軒 黃欣梅 吳其軒 ,2011,九寮溪自然步道遊憩效益之評估,建國百年森林資源永續經營研討會-中華林學會,2011/10/22-2011/10/23[2]
- 2009 林鴻忠 許秀英 林浩立 李威震,區域型步道遊客特性與認知之調查分析,臺灣林業,35,1,pp102-115[2]
- 2002 陳子英 許秀英 吳欣玲,棲蘭山170林道檜木之植群調查 ,宜蘭技術學報(生物資源專輯),9,pp259-275[2]
- 1995 許秀英,臺灣木材消費量之現況與預測,宜蘭大學生物資源學刊,2,1,pp47-56[2]
- 1995 許秀英,應用群落分析法於林地分類之研究--以八仙山事業區為例 , 宜蘭農工學報,10,pp19-28[2]
- 1994 許秀英,水土保育考量下的山坡地栽植樹種之選擇,宜蘭農工學報,9,pp43-51[2]
- 1992 許秀英 羅紹麟,目標規劃應用於大埔事業區多目標土地使用規劃之研究,國立中興大學實驗林研究報告,14,2,pp103-135[2]

## 榮譽
國立宜蘭大學森林暨自然資源學系99學年度優良導師。
輔導學生考取丙級測量技術士證照達115位。
國立花蓮高農森林科102學年度優質精進計畫課程精進討論會測量學、測量學實習外聘指導老師。

## 著作
- 陳子英; 許秀英; 張錫鈞; 劉盈昌. . 宜蘭縣政府. 1995: 57.[11]

## 外部連結
- . 森林暨自然資源學系. （原始内容存档于2021-04-10）.